# Nasa aspiazui
Nasa aspiazui là một loài thực vật có hoa trong họ Loasaceae. Loài này được (J.F. Macbr.) Weigend mô tả khoa học đầu tiên năm 2006.